# Bacteroides
Bacteroides és un gènere de bacteris gramnegatius amb forma de bacil. La seva mida oscil·la entre 0,5-1,5 i 2-6 micròmetres. Les espècies de Bacteroides són anaeròbies, no formen endòspores i poden ser mòbils o immòbils, depenent de l'espècie. Per regla general, els laboratoris avançats les identifiquen usant la tècnica del tipatge per seqüenciació multilocular. La mobilitat és un dels factors que influeixen en la capacitat d'aquests bacils per colonitzar l'intestí. L'ADN té un contingut GC del 40 al 48 per cent. Inusualment en els bacteris, les membranes de Bacteroides tenen esfingolípids. També contenen àcid mesodiaminopimèlic en la seva capa de peptidoglicà. L'espècie tipus és Bacteroides gingivalis, avui dia anomenada Porphyromonas gingivalis i que està implicada amb freqüència en la patogènesi de la periodontitis.
Els membres del gènere Bacteroides són normalment comensals i constitueixen bona part de la microbiota gastrointestinal, vaginal i bucal en els mamífers. En l'intestí de l'hoste tenen un paper important en la conversió de les molècules complexes en altres de més simples, contribuint d'aquesta manera al seu correcte estat nutricional. i en la adequada producció de la immunoglobulina A (IgA) necessària per aconseguir una efectiva immunitat de la mucosa intestinal. S'han trobat concentracions tan altes com de 1010 a 1011 cèl·lules per gram de femta humana. La seva principal font d'energia són els polisacàrids d'origen vegetal, però poden també créixer en sucres simples quan estan disponibles. La major part de les espècies del gènere és sensible al metronidazole, tot i que en algunes d'elles la taxa de resistència als antibiòtics ha augmentat molt. En certes infeccions per aquests bacteris, es recomanable l'ús d'una combinació de metronidazole i ceftolozane-tazobactam, ja que té més eficàcia terapèutica que el metronidazole sol.
Segons diversos estudis, l'existència d'un nombre significativament alt de Bacteroides intestinals comparat amb el de subjectes control, és una de les causes de la diabetis mellitus de tipus 1 infantil. Determinades soques de B. fragilis secreten enterotoxines, les quals provoquen un estat d'inflamació crònica intestinal amb diarrees recurrents, que afecten tant als animals com a les persones de qualsevol edat, i que podrien estar implicades en la carcinogènesi colorectal. Bacteroides fragilis és una causa poc comuna de bacterièmia, d'artritis sèptica, d'endocarditis infecciosa, de peritonitis, de pericarditis purulenta, de meningitis i d'abscessos hepàtics. La gran diversitat genètica que té contribueix a que prosperi dins del seu hàbitat microbiòtic normal i també a l'hora d'infectar l'entorn extraintestinal de l'hoste. Rarament, B. pyogenes infecta un peu diabètic o és l'origen d'una síndrome de Lemierre. Bacteroides pyogenes és un bacteri comensal de la boca de gats i gossos i les infeccions en els éssers humans, que poden arribar a ser greus, quasi sempre apareixen després d'una mossegada d'aquests animals. No obstant això, s'ha aïllat B. pyogenes en l'abscés apendicular d'un individu sense contacte amb animals, un fet insòlit que pot ser conseqüència de la ingestió per via oral d'aquest bacil de transmissió predominantment zoonòtica, ja que el lloc infectat forma part de l'aparell digestiu.